# Henry Darrow

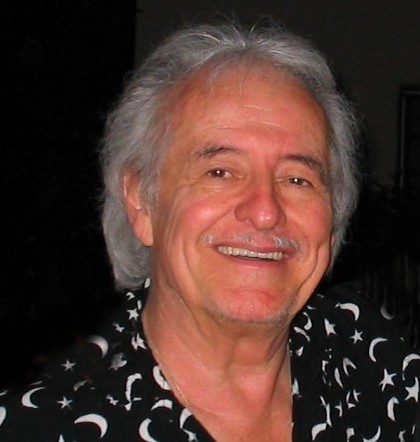
Henry Darrow

Henry Darrow (gebürtig: Enrique Tomas Delgado, Jr.; * 15. September 1933 in New York City, New York; † 14. März 2021 in Wilmington, North Carolina) war ein US-amerikanischer Film- und Theaterschauspieler.

## Leben
Henry Darrow wurde als ältester von zwei Söhnen von Enrique St. Delgado und dessen Frau Gloria in New York geboren, wuchs jedoch in Puerto Rico, der Heimat seiner Eltern, auf. Als junger Mann schrieb sich Darrow an der dortigen Universität von Puerto Rico ein, an der er Schauspiel und Politikwissenschaft studierte. Sein erstes Geld verdiente sich Darrow dank seiner zweisprachigen Erziehung – Spanisch als Muttersprache sowie Englisch – als Dolmetscher. 1954 zog Darrow nach Pasadena (Kalifornien), wo er erste Engagements am dortigen Theater erhielt. Hier lernte er auch seine spätere erste Frau Lucy kennen, mit der er zwei Kinder bekam.
1959 erfolgte in Holiday for Lovers, einem Film von Harry Levin sein Debüt als Filmschauspieler. Henry Darrow stand danach in zahlreichen bekannten Fernsehserien vor der Kamera, darunter High Chaparral, Bonanza, Rauchende Colts oder Kobra, übernehmen Sie. In The New Adventures of Zorro, einer Animationsserie aus dem Jahr 1981, lieh er Zorro seine Stimme. Als 1983 ein Spin-off unter dem Titel Zorro and Son produziert wurde, nahm er seine Rolle wieder auf. Henry Darrow verkörperte meist hispanische Charaktere und nahm die Gelegenheiten wahr, in unterschiedlichen Genres zu überzeugen. So wirkte er ebenso in Actionserien mit, wie etwa Knight Rider oder Airwolf, überzeugte jedoch auch in Science-Fiction-Serien, darunter Star Trek: Raumschiff Voyager oder Raumschiff Enterprise – Das nächste Jahrhundert. Seine bekannteste Rolle, die ihn auch im deutschsprachigen Raum zu einem sehr beliebten Darsteller werden ließ, hatte er in der 97-teiligen Westernserie High Chaparral (1967–1971). Dort spielte er als Manolito Montoya neben Leif Erickson, Linda Cristal und Cameron Mitchell eine der Hauptrollen.
Einer seiner wenigen Spielfilme, in denen er zu sehen war, war Blue Heat – Einsame Zeit für Helden aus dem Jahr 1990. Ebenso war er im 1994 produzierten Western Maverick – Den Colt am Gürtel, ein As im Ärmel zu sehen.
Henry Darrow war ab 1981 in zweiter Ehe mit der Schauspielerin Lauren Levinson verheiratet; die beiden lebten in North Carolina.

## Filmografie (Auswahl)
Film
- 1961: Sniper’s Ridge
- 1973: Brocks letzter Fall (Brock’s Last Case)
- 1977: Halloween with the New Addams Family (Fernsehfilm)
- 1980: Attica – Revolte hinter Gittern (Attica, Fernsehfilm)
- 1981: Mount St. Helens – Der Killervulkan (St. Helens)
- 1983: Die Aufreißer von der Highschool (Losin’ It)
- 1986: Hitcher, der Highway Killer (The Hitcher)
- 1990: Blue Heat – Einsame Zeit für Helden (The Last of the Finest)
- 1994: Maverick – Den Colt am Gürtel, ein As im Ärmel (Maverick)
- 2003: Das Urteil – Jeder ist käuflich (Runaway Jury)

Fernsehserien
- 1963: The Outer Limits
- 1966: Rauchende Colts (Gunsmoke)
- 1966: Die Katze – Lautlos wie ein Schatten (T.H.E. Cat)
- 1967: Bonanza
- 1967–1971: High Chaparral (The High Chaparral)
- 1971: Kobra, übernehmen Sie (Mission: Impossible)
- 1974: Kojak – Einsatz in Manhattan (Kojak)
- 1974–1975: Harry O
- 1976: Baretta
- 1976: Die Straßen von San Francisco (The Streets of San Francisco)
- 1977: Make-up und Pistolen (Police Woman)
- 1978: Colorado Saga (Centennial)
- 1979: Hart aber herzlich (Hart to Hart, Fernsehserie, Folge Jagd in Ketten)
- 1981: Simon & Simon
- 1982: Der Denver-Clan (Dynasty)
- 1982–1983, 1986: T. J. Hooker
- 1983: Hart aber herzlich (Hart to Hart, Fernsehserie, Folge Schatzsuche im Dschungel)
- 1983: Dallas
- 1984: Airwolf
- 1984: Ein Colt für alle Fälle (The Fall Guy)
- 1985: Magnum (Magnum P.I.)
- 1986: Knight Rider
- 1988: Raumschiff Enterprise – Das nächste Jahrhundert (Star Trek: The Next Generation)
- 1989–1992: California Clan
- 1990–1993: Zorro – Der schwarze Rächer (Zorro)
- 1993: Palm Beach-Duo (Silk Stalkings)
- 1994: Hallo Schwester! (Nurses)
- 1995: Star Trek: Raumschiff Voyager (Star Trek: Voyager)
- 1997: Babylon 5
- 1998: X-Factor: Das Unfassbare (Folge 2x12 Das Karussell)
- 1998–2001: Reich und Schön (The Bold and the Beautiful)
- 2001: Diagnose: Mord (Diagnosis Murder)